# 慘痛夏日
慘痛夏日是美國創作歌手泰勒·斯威夫特的一首歌曲，於2019年8月23日由聯眾唱片發行，收錄於她的第七張專輯《情人》。斯威夫特、杰克·安东诺夫及安妮·克拉克共同創作這首歌，並由斯威夫特及安东诺夫共同製作。慘痛夏日是一首微風輕拂的合成器流行和工業流行歌曲，具有不穩定的合成器和失真的人聲效果。歌詞方面，它描述了斯威夫特在一次夏日戀情中的痛苦經歷。歌曲原本計劃於2020年作為《情人》的第四首主打單曲發佈，但由於2019冠狀病毒病疫情使得所有現場宣傳無法進行加上斯威夫特無預警發佈其第八張錄音室專輯《美麗傳說》而被擱置，直到2023年隨著歌曲因時代巡迴演唱會的舉辦而爆火後斯威夫特和聯眾唱片才決定重啓歌曲的單曲計劃並於2023年6月20日將其發佈到美國當代流行電台。
慘痛夏日在發行時獲得了廣泛好評，並讚揚了感染性旋律和空靈的製作，通常被視為專輯的亮點和斯威夫特最好的流行歌曲之一。在發行《情人》專輯後，慘痛夏日首次亮相，並在美國告示牌百强单曲榜排名第29，在《滾石》前百大歌曲榜排名第6名。在新加坡和瑞典的前10名中排名最高，同時在全球其他官方排行榜中排名前三十。 在其年終最佳音樂列表中，《告示牌》和《滾石》將這首歌命名為2019年十大最佳歌曲之一。該歌曲於2023年6月重新進入美國告示牌百強單曲榜前50名，并于2023年10月23日登上第1名。

## 背景及詞曲

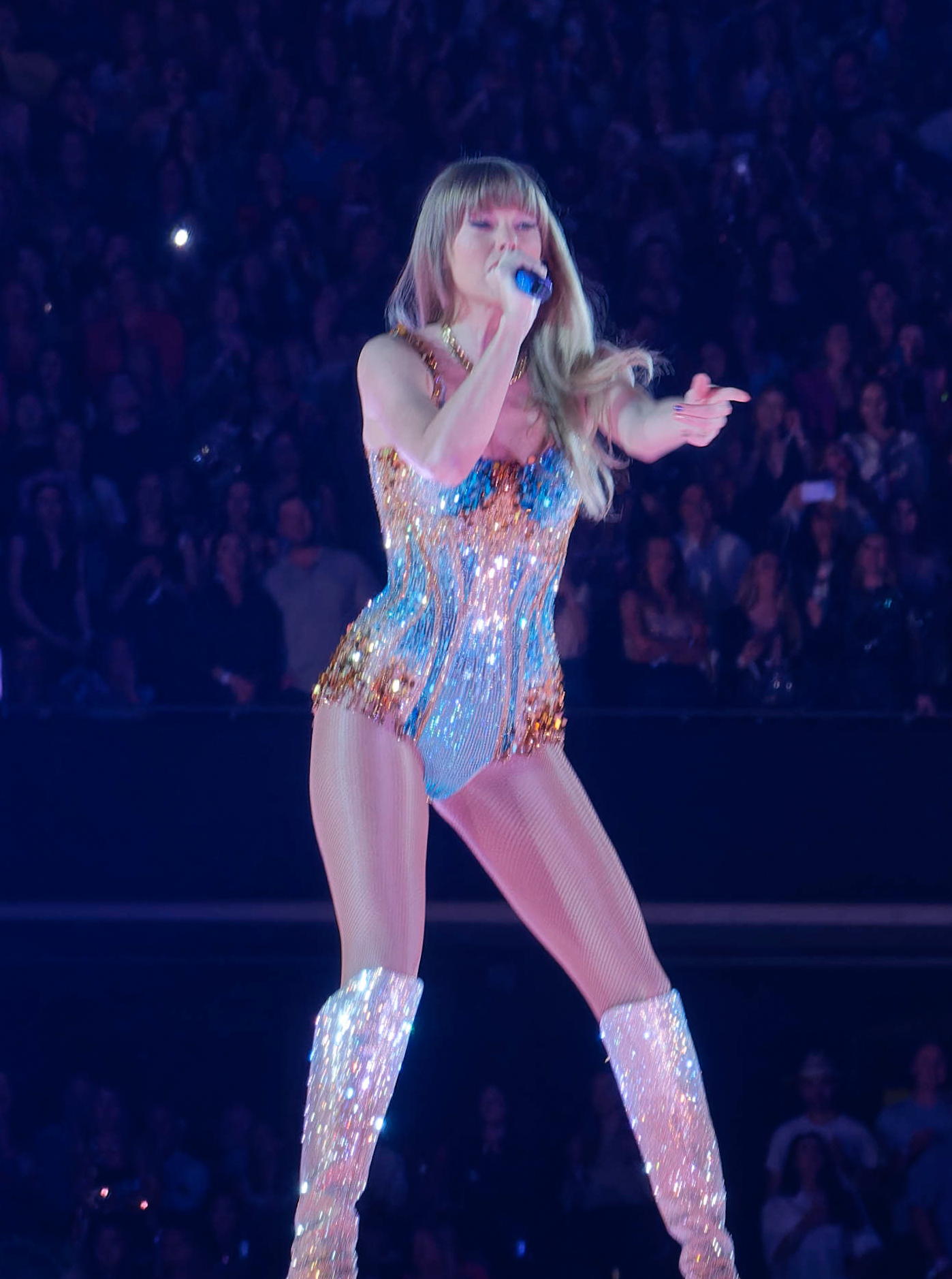
《慘痛夏日》在2023年被列入時代巡迴演唱會的曲目後再次流行起來。

斯威夫特將其稱為「夏日浪漫」的歌曲，慘痛夏日看到斯威夫特描述了一種不確定的浪漫關係，其中充滿了痛苦和絕望。這首歌描繪了被公眾關注下的流行巨星所面臨的挑戰，歌詞的脆弱性使它被與斯威夫特的2017年專輯《舉世盛名》中的第五首曲目不堪一击比較。在斯威夫特舉辦的一系列「《情人》專輯秘密試聽會」的活動中，她解釋說：
這首歌是我寫的關於夏日浪漫感的歌曲，而且夏天浪漫的感覺多久可以被所有這些感覺一層一層地包圍，就像憔悴有時甚至是隱私的。它處理的是在一段關係中存在絕望和痛苦的關係，你渴望的是你還沒有的東西，它就在那裡，而你就像，沒辦法達到它。——斯威夫特，「泰勒·斯威夫特在專輯秘密試聽會中分享《情人》的歌曲細節故事」，iHeart
慘痛夏日被描述為夢幻、憂鬱、合成器流行和工業流行歌曲，帶有帶有「咆哮」的橋段，由脈動及拍子強烈組成的「合成器漩渦」和失真的人聲效果驅動。這首歌是由斯威夫特、杰克·安东诺夫及安妮·克拉克共同創作，並由斯威夫特及安東諾夫共同製作。克拉克在歌曲的製作過程中演奏了吉他。

## 製作人員
資料來源：Tidal 
- 泰勒·斯威夫特：主要聲樂、和聲、詞曲作家、製作人
- 杰克·安东诺夫：製作人、詞曲作家、編程、鍵盤、鼓、聲碼器、錄製工程
- 安妮·克拉克：詞曲作家、吉他
- Michael Riddleberger：鼓
- Laura Sisk：錄音工程
- John Rooney：錄音工程協助
- Jon Sher：錄音工程協助
- Serban Ghenea：混音師
- John Hanes：混音工程 V

## 榜單
| 排行榜（2019年）                    | 最高 名次 |
| ----------------------------------- | --------- |
| 澳洲 (ARIA)                         | 22        |
| 加拿大 (Canadian Hot 100)           | 28        |
| 捷克（百強數位單曲榜）              | 84        |
| 希臘 International (IFPI)           | 57        |
| 愛爾蘭（愛爾蘭唱片音樂協會单曲榜）  | 20        |
| 馬來西亞 (RIM)                      | 13        |
| 紐西蘭 (Recorded Music NZ)          | 20        |
| 葡萄牙（葡萄牙唱片業協會单曲榜）    | 94        |
| 蘇格蘭（官方榜单公司單曲榜）        | 70        |
| 新加坡 (RIAS)                       | 8         |
| 斯洛伐克（百強數位單曲榜）          | 100       |
| 瑞典 Heatseeker (Sverigetopplistan) | 10        |
| 英國（官方榜单公司單曲榜）          | 27        |
| 美國 Billboard Hot 100              | 29        |

| 排行榜（2023年）                         | 最高 名次 |
| ---------------------------------------- | --------- |
| 澳洲 (ARIA)                              | 2         |
| 奥地利（Ö3四十强单曲榜）                 | 24        |
| 加拿大（Canadian Hot 100）               | 2         |
| 加拿大（《告示牌》Canada AC）            | 6         |
| 加拿大（《告示牌》Canada CHR）           | 1         |
| 加拿大（《告示牌》Canada Hot AC）        | 3         |
| 独联体（Tophit独联体电台榜）             | 51        |
| 克羅埃西亞 (HRT)                         | 7         |
| 捷克（電台百強單曲榜）                   | 12        |
| 捷克（百強數位單曲榜）                   | 43        |
| 丹麥 (Tracklisten)                       | 36        |
| 法国（法國唱片出版業公會單曲榜）         | 130       |
| 德国（德國官方單曲榜）                   | 26        |
| 全球（Billboard Global 200）             | 3         |
| 希臘 International (IFPI)                | 16        |
| 冰島 (Plötutíðindi)                      | 12        |
| 印度 International Singles (IMI)         | 9         |
| 印尼 (Billboard)                         | 5         |
| 愛爾蘭（愛爾蘭唱片音樂協會单曲榜）       | 12        |
| 以色列 (Media Forest)                    | 6         |
| 意大利（意大利音乐产业联盟单曲榜）       | 98        |
| 日本 Hot Overseas (Billboard Japan)      | 2         |
| 拉脫維亞 (EHR)                           | 2         |
| 拉脫維亞 Airplay (LAIPA)                 | 1         |
| 立陶宛 (AGATA)                           | 43        |
| 盧森堡 (Billboard)                       | 23        |
| 馬來西亞 (Billboard)                     | 8         |
| 馬來西亞 International (RIM)             | 6         |
| 荷兰（荷蘭四十強單曲榜）                 | 13        |
| 荷蘭 (Global Top 40)                     | 4         |
| 荷兰（百强单曲榜）                       | 14        |
| 紐西蘭 (Recorded Music NZ)               | 3         |
| 奈及利亞 (TurnTable Top 100)             | 60        |
| 挪威 (VG-lista)                          | 18        |
| 巴拿馬 (Monitor Latino)                  | 10        |
| 巴拿馬 (PRODUCE)                         | 10        |
| 巴拉圭 (Monitor Latino)                  | 14        |
| 菲律賓 (Billboard)                       | 1         |
| 波蘭 (Polish Airplay Top 100)            | 10        |
| 葡萄牙（葡萄牙唱片業協會单曲榜）         | 28        |
| 新加坡 (RIAS)                            | 1         |
| 斯洛伐克（電台百強單曲榜）               | 4         |
| 斯洛伐克（百強數位單曲榜）               | 38        |
| 韓國 (Circle)                            | 143       |
| 瑞典 (Sverigetopplistan)                 | 14        |
| 瑞士（瑞士热门音乐榜）                   | 24        |
| 阿拉伯聯合大公國 (IFPI)                  | 13        |
| 英國（官方榜单公司單曲榜）               | 2         |
| 美国（《告示牌》百大單曲榜）             | 1         |
| 美國（《告示牌》成人當代單曲榜）         | 5         |
| 美國（《告示牌》Adult Pop Airplay）      | 1         |
| 美國（《告示牌》Dance/Mix Show Airplay） | 29        |
| 美國（《告示牌》Pop Airplay）            | 1         |
| 委內瑞拉 (Record Report)                 | 44        |
| 越南 (Vietnam Hot 100)                   | 12        |

| 排行榜（2023年）  | 最高 名次 |
| ----------------- | --------- |
| 獨立國協 (TopHit) | 58        |
| 巴拉圭 (SGP)      | 73        |
| 韓國 (Circle)     | 156       |

## 發行歷史
| 地區 | 日期           | 格式              | 版本            | 唱片公司 | 參考   |
| ---- | -------------- | ----------------- | --------------- | -------- | ------ |
| 全球 | 2019年8月23日  | 數位下載 串流媒體 | 原版            | 聯眾     |        |
| 美國 | 2023年6月20日  | 當代流行電台      | 原版            | 聯眾     |        |
| 全球 | 2023年10月18日 | 數位下載 串流媒體 | 現場版          | 聯眾     | [ 10 ] |
| 全球 | 2023年10月18日 | 數位下載 串流媒體 | LP Giobbi混音版 | 聯眾     | [ 10 ] |

## 外部連結
- Genius上歌曲的完整歌词